# Supercoppa russa 2015 (pallavolo maschile)
La Supercoppa russa di pallavolo maschile 2015 si è svolta l'8 novembre 2015: al torneo hanno partecipato due squadre di club russe e la vittoria finale è andata per la quarta al Volejbol'nyj klub Zenit-Kazan'.

## Regolamento
Le squadre hanno disputato una gara unica. L'incontro è stato valevole sia per l'assegnazione della Supercoppa che per la prima giornata di Superliga.

## Squadre partecipanti
| Squadra     | Qualificazione                                    | Ultima partecipazione |
| ----------- | ------------------------------------------------- | --------------------- |
| Belogor'e   | Finalista Coppa di Russia 2014                    | Supercoppa russa 2014 |
| Zenit-Kazan | Vincitrice Superliga 2014-15/Coppa di Russia 2014 | Supercoppa russa 2014 |

## Torneo
| 4 ottobre 2015 Centr Volejbola Sankt-Peterburg, Kazan' Durata: 1h:22 - Spettatori: ? | Zenit-Kazan | 3 - 0 | Belogor'e | 25-21, 29-27, 25-15 |